# Kunstacademie Düsseldorf
De Kunstacademie Düsseldorf (Duits: Kunstakademie Düsseldorf) is een hogeschool voor de kunsten in Düsseldorf. Het rijksinstituut heeft een lange traditie en is gevestigd in de hoofdstad van de deelstaat Noordrijn-Westfalen.
De kunstacademie ontstond in 1773 als Kurfürstlich-Pfälzische Academie der Maler, Bildhauer- und Baukunst uit een voorgaande tekenopleiding. De academie verwierf in de negentiende eeuw als Königlich-Preußische Kunstakademie grote naam bij internationale studenten vanwege de goede opleiding tot landschapschilder. Rond 1830 was er sprake van een Düsseldorfer Malerschule, die zich ook bezighield met genreschilderkunst. In 1879 betrok de instelling haar huidige onderkomen aan de noordkant van de Altstadt, dat door Hermann Riffart was ontworpen.
Tegenwoordig is het een internationaal gewaardeerd instituut met gaststudenten uit Japan, Korea en andere landen. Studenten kunnen onder andere kiezen voor schilderkunst en beeldhouwkunst.
De school kwam in 1972 landelijk en internationaal in het nieuws toen Johannes Rau de onderwijsbevoegdheid onttrok aan Joseph Beuys, en hem op staande voet ontsloeg, omdat hij de numerus clausus overtrad. Dit ontslag bleek naderhand niet terecht en Beuys mocht zijn professortitel behouden evenals zijn leslokaal in de academie.
Ieder jaar stellen de studenten hun nieuwe werk voor aan docenten ('professoren'), medestudenten en het publiek tijdens een speciale werkschouw, die Rundgang genoemd wordt.

## Directeuren en rectoren

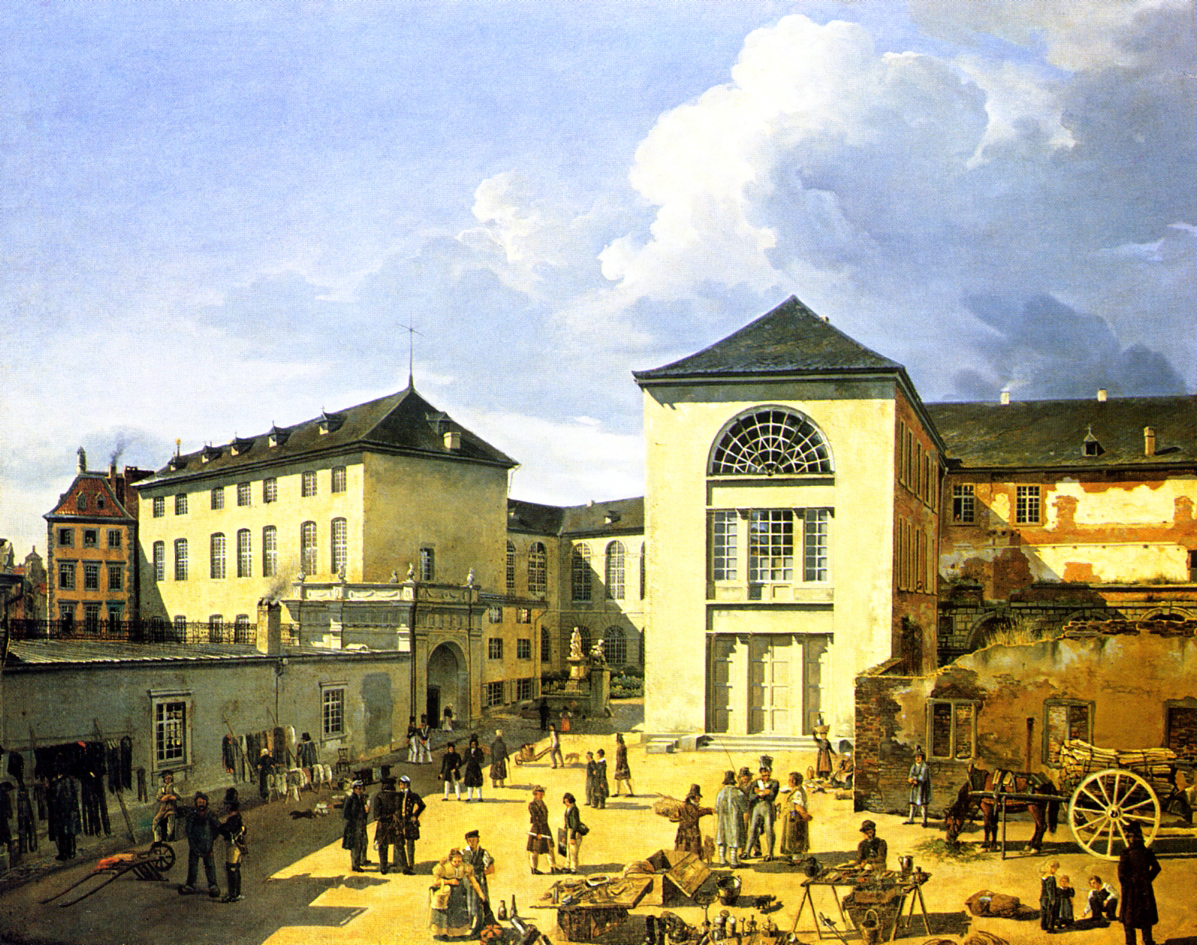
Andreas Achenbach, Die alte Akademie in Düsseldorf, 1831

- 1819–1824 Peter von Cornelius
- 1826–1859 Wilhelm von Schadow
- 1924–1933 Walter Kaesbach
- 1945–1946 Ewald Mataré
- 1959–1965 Hans Schwippert
- 1972–1981 Norbert Kricke
- 1981–1988 Irmin Kamp
- 1988–2009 Markus Lüpertz
- 2009-2013 Tony Cragg
- 2013-2017 Rita McBride
- 2017- Karl-Heinz PetzinkaAndreas Achenbach, Die alte Akademie in Düsseldorf, 1831

## Bekende professoren en studenten

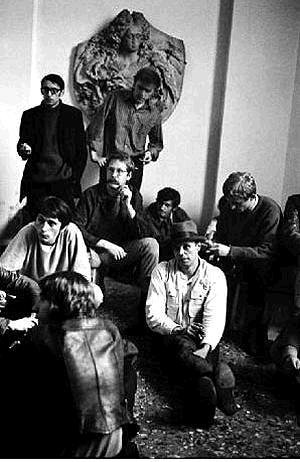
Joseph Beuys in gesprek met studenten in de foyer van de kunstacademie op 6 mei 1969

- Joseph Beuys (1946-1953: student, 1961-1972: professor)
- Bernd Becher (1976-1996: professor)
- Tony Cragg (1979-1988: gastdocent; 1988-2001: professor; 2009-heden: directeur)
- Günter Grass (1948-1952: student)
- Hans Fredrik Gude (1842-1844: student; 1854-1861: professor)
- Andreas Gursky (2010-?: professor)
- Erwin Heerich (1945-1954: student; 1969-1988: professor)
- Hans Hollein (1967-1976: professor)
- Jörg Immendorff (1963-1968: student; 1996-2007: professor)
- Paul Klee (1931-1933: professor)
- Imi Knoebel (1964-1971: student)
- Paik Nam-june (1979-1996: professor)
- Blinky Palermo (1962-1967)
- Jürgen Partenheimer (1985: gastdocent)
- Sigmar Polke (1961-1967: student)
- Gerhard Richter (1961-1963: student; 1971-1993: professor)
- Rosemarie Trockel (1998-?: professor)
- Günther Uecker (1953-1957: student; 1976-1995: professor)
- Wolf Vostell (1955-1958: student)
- Victor Westerholm (1878-1886: student)